# Vizcondado de Huelma
El vizcondado de Huelma es un título nobiliario hereditario de la Corona de Castilla que el rey Enrique IV otorgó en 1463 a Diego Fernández de la Cueva, por mediación de su hijo Beltrán de la Cueva. Éste se desposó con Mencía de Mendoza, hermana de Diego Hurtado de Mendoza, alcalde del castillo de Huelma. A la muerte de Diego en 1472, su hijo Beltrán heredó el señorío, que en 1474 fue elevado a condado de Huelma.

## Vizcondes de Huelma
- Diego Fernández de la Cueva, I vizconde de Huelma (1463-1472).
- Beltrán de la Cueva, II vizconde de Huelma (1472-1474) y I conde de Huelma (1474-1492).